# شرکت هلدینگ داروپخش
شرکت داروپخش (سهامی عام) یکی از شرکت‌های هلدینگ دارویی ایران و دفتر مرکزی آن در تهران واقع است، پذیرفته شده در بورس اوراق بهادار تهران می‌باشد.